# Stange kyrka

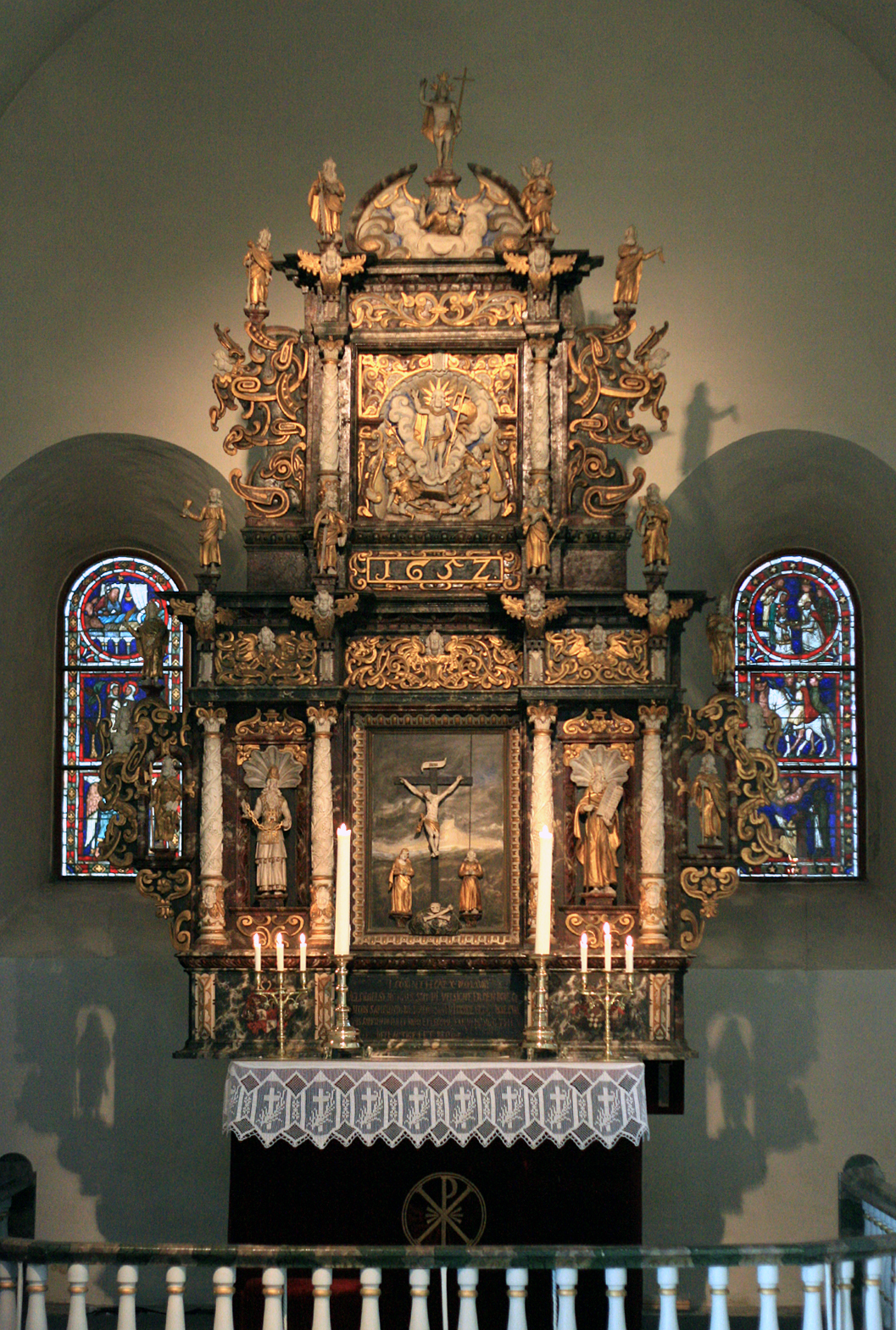
Kyrkans altartavla från 1652.

Stange kyrka (norska: Stange kirke) är en stenkyrka i Stange kommun i Innlandet fylke i östra Norge som är byggd omkring 1250. 
Stange kyrka är en av Norges äldsta medeltidskyrkor i sten. Den omtalades redan 1225 i Håkon Håkonssons saga. Stange, som då hette Skaun, beskrevs som "en stor nejd med många kyrkor och stora gårdar". Det har påträffats en äldre grund till en tidigare stenkyrka under det nuvarande kyrkskeppet, och den nuvarande kyrkan antas ha uppförts omkring 1250. Kyrkan är byggd i en blandning av romansk och gotisk stil. Kyrkan skadades av en brand 1620. Torn, tak och inventarier är från tiden efter branden. Altartavlan är från 1652, och kyrkklockorna från 1623 och 1751.
År 1703 byggdes kyrkan till åt norr med den så kallade "Nykyrkan". Samma år byggdes en sakristia.
Kyrkan har glasmålningar av Gabriel Kielland från 1928.